# Creglingen
Creglingen település Németországban, azon belül Baden-Württembergben. Lakosainak száma 4565 fő (2023. december 31.). Creglingen Weikersheim, Niederstetten, Rothenburg ob der Tauber, Adelshofen, Steinsfeld, Hemmersheim, Simmershofen, Aub, Bieberehren és Schrozberg községekkel határos.

## Népesség
A település népessége az elmúlt években az alábbi módon változott:
| Lakosok száma | 6060 | 5979 | 5518 | 5022 | 4954 | 4928 | 4987 | 4838 | 4716 | 4565 |
|               | 1961 | 1968 | 1974 | 1981 | 1987 | 1994 | 2000 | 2007 | 2013 | 2023 |